# Herbert Weiß (Politiker)
Herbert Weiß (* 20. Oktober 1927 in Graz; † 26. Jänner 2007 ebenda) war ein österreichischer Politiker (ÖVP), Gewerkschafter und Justizbeamter. Er war von 1985 bis 1993 Mitglied des Bundesrates.

## Ausbildung und Beruf
Weiß absolvierte zwischen 1933 und 1937 die Volksschule und besuchte danach von 1938 bis 1946 das Bundesrealgymnasium in Graz. Er studierte danach ab 1946 Rechtswissenschaften an der Universität Graz und trat 1948 in den Dienst der österreichischen Justiz, wobei er für das Oberlandesgericht Graz arbeitete. Sein Studium hatte er 1948 aus familiären Gründen aufgeben müssen. Er legte 1952 die Rechtspflegerprüfung ab und übernahm 1964 die Leitung der Personalabteilung beim Oberlandesgericht Graz. Diese Position hatte er bis zu seiner Pensionierung im Jahr 1992 inne, wobei er in diesem Jahr auch zum Hofrat ernannt wurde.
Weiß wurde nach seinem Tod am 4. Februar 2007 am Zentralfriedhof in Graz beigesetzt.

## Politik und Funktionen
Weiß beantragte am 12. Februar 1944 die Aufnahme in die NSDAP und wurde zum 20. April desselben Jahres aufgenommen (Mitgliedsnummer 9.849.402). Nach 1945 wurde Weiß Mitglied der Österreichischen Volkspartei und war zudem im Österreichischen Arbeiter- und Angestelltenbund (ÖAAB) aktiv, wo er von 1978 bis 1993 als Landesobmann-Stellvertreter des ÖAAB Steiermark wirkte. Er war des Weiteren lange Zeit in der Gewerkschaft öffentlicher Dienst (GÖD) aktiv und engagierte sich von 1965 bis 1977 als Mitglied des Landesvorstandes der GÖD Steiermark, er war des Weiteren von 1969 bis 1979 Vorsitzender der Landessektion Justiz der GÖD Steiermark und von 1973 bis 1977 Fraktionsobmann der Fraktion Christlicher Gewerkschafter der GÖD Steiermark. Zudem war er von 1973 bis 1993 Mitglied des Zentralvorstandes der GÖD und von 1977 bis 1993 Vorsitzender des Landesvorstandes der GÖD Steiermark. In der ÖVP hatte er von 1984 bis 1993 die Funktion des Bezirksparteiobmanns der ÖVP Graz-Jakomini inne. Er vertrat die ÖVP Steiermark vom 1. Juli 1985 bis zum 30. April 1993 im Bundesrat.

## Auszeichnungen
- Großes Goldenes Ehrenzeichen für Verdienste um die Republik Österreich
- Großes Goldenes Ehrenzeichen des Landes Steiermark
- Großes Ehrenzeichen des Landes Steiermark